# Ansgot
Ansgot ou Angot (en latin : Ansgotus ; fl. 1027-1057) est un chevalier normand du XIe siècle, fondateur près des Alpes d'un hospice pour l'accueil des pauvres des environs et des pèlerins qui se rendaient en Italie (à Rome ou au Mont Gargan) ou en Terre sainte.
Cousin du noble normand Roger de Tosny, Ansgot mène d'abord une carrière de soldat au service des ducs de Normandie Richard II et Robert Ier avant d'entrer dans les Ordres et de partir en pèlerinage. Il s'arrêtera sur l'itinéraire qui mène en Orient par le Danube et deviendra prieur d'un hospice (xenodochium) situé aux confins de la Bavière et de la Hongrie (in confinio Baioariorum et Hunnorum). Selon l'historien allemand Georg Heinrich Pertz, cet hospice était situé à Melk en actuelle Autriche. Ansgot accueillera notamment en 1057-1058 Thierry de Mathonville, abbé de Saint-Évroult, qui effectuait un pèlerinage à Jérusalem.
« À cette époque, il existait sur la limite des territoires des Bavarois et des Huns un honorable hôpital, que des chrétiens fidèles et puissants des provinces voisines avaient fondé pour recevoir les pauvres et les pèlerins. Cet hospice avait alors pour chef un Normand nommé Ansgot, qui avait été choisi par les gens du pays. Il était cousin de Roger de Tosny, qu'on appelait l'Espagnol, et il avait porté les armes sous Richard et Robert, ducs des Normands ; mais dans la componction que lui faisait éprouver la crainte de Dieu, il avait abandonné les affaires du monde, et leur avait préféré, par amour pour le Christ, le pèlerinage et la pauvreté volontaire, pour toute sa vie. Dès qu'il vit l'abbé Thierry [de Mathonville] et ses compagnons, il les reconnut parfaitement, les retint quelques jours d'une manière amicale, comme des compatriotes qu'il aimait, et leur prodigua les plus tendres soins. »
— Ordéric Vital, Historia ecclesiastica (Histoire de la Normandie), Liber Tertius, X. Iter Theoderici abbatis in Orientem.

## Sources primaires
- Ordéric Vital, Historia ecclesiastica (Histoire de la Normandie), Liber Tertius, X (Iter Theoderici abbatis in Orientem).

## Sources secondaires
- Nomina Germanica, Arkiv för Germansk Namnforskning, volume 11, 1954, p. 357.
- Bibliothèque de la Revue d'histoire ecclésiastique, volume 24, Bureaux de la Revue, 1946, p. 276.